# PacIn: Nermessova pomsta
PacIn: Nermessova pomsta je česká počítačová Indie hra vydaná v roce 2010. Byla vytvořena nezávislým týmem FiolaSoft Studio. Hra byla nadabována studiem Perla Group. Vývoj začal už v roce 2003. Hra se původně měla jmenovat PacMan Adventures a mělo jít pouze o menší hru s pěti krátkými levely. Aktivní vývoj začal až v roce 2005. Herní doba se pohybuje okolo 10 hodin.
V plánu byl HD remake hry, který měl být vydán na Steamu, a to i v angličtině. Z technických důvodů k tomu nedošlo a místo toho začaly práce na nové hře, Blackhole. PacIn byl později vydán jako freeware.

## Hratelnost
Hra nabízí hratelnost značně podobnou Pac-Manovi. Je však obohacena o řadu novinek. Lze zde sbírat různé bonusy či kouzla. Navíc zde jsou i úkoly, které jsou značně odlišné od předlohy. Některé jsou akční a jiné logické.

## Příběh
Hra vypráví příběh mladého Luzira. Ten je pacin, kterému, nikdo z vesnice nevěří jeho sny. Jednoho dne zaspí únos vesnice zlým Nermessisem do temnoty. Nyní musí svou vesnici zachránit

## Postavy

### Luzir
Hlavní hrdina hry a jeden z mála pacinů, kterého neunesou do temnoty. V průběhu hry se naučí několik kouzel, a tak se může pokusit vesnici zachránit

### Smílka
Víla a Luzirova sudička. Rozhodne se mu pomoci a ukazuje mu správný směr.

### Monty
Je to pacin, který žije mimo vesnici. Je expert na mapy, proto se ho Luzir rozhodne vyhledat, aby mu pomohl najít bránu temnoty.

### Nermessis
Chce ovládnout svět a vydíral krále Dyastyho. Později unesl vesnici pacinů. Je nejsilnější bytostí temnoty.

### Král Dyasty
Vládce pacinů, který je nucen dávat část úrody pacinů Nermessisovi. Ten však každý rok požadavky stupňoval, a tak jednou Dyasty odmítl úrodu odevzdat. To vedlo k únosu vesnice.

### Diego
Jde o pacina, který se přidal k Nermessisovi. Ovládá temná kouzla a je tak nebezpečný pro ostatní paciny.

## Přijetí
Hra obdržela kladné recenze. Průměrná hodnocení se pohybovala mezi 80 a 90 procenty. Hra byla chválena především pro svoji hratelnost a příběh. Někteří kritici chválili i audiovizuální stránku hry. Obzvláště kladně pak byl hodnocen dabing. Na druhou stranu recenzenti kritizovali, že hra vyšla jen v placené verzi, frustrující obtížnost a také zakončení hry.